# John De Leo
John De Leo, pseudonimo di Massimo De Leonardis (Lugo, 27 maggio 1970), è un cantante e compositore italiano.

## Biografia
De Leo ha esordito nel mondo della musica negli anni novanta, fondando i Quintorigo insieme ai fratelli Andrea e Gionata Costa, Stefano Ricci e Valentino Bianchi. Con tale formazione, il cantautore ha inciso gli album Rospo (1999), Grigio (2001) e In cattività (2003), dopodiché ha lasciato il gruppo durante il 2004.
Firmato un contratto con la Carosello Records, il 9 novembre 2007 De Leo ha pubblicato l'album di debutto Vago svanendo, da lui prodotto insieme a Loris Ceroni. Il disco, anticipato a ottobre dal singolo Bambino marrone, è stato presentato dal vivo nel corso di numerose manifestazioni, tra cui il Festival Eurosonic 2008 al Grand Theatre Up di Groningen (Paesi Bassi), la Milanesiana 2008, il Blue Note di Milano, il XX Festival di Villa Arconati, la Casa del jazz di Roma e l'Italia Wave Love Festival 2008; l'album ha inoltre vinto il Premio della Critica della rivista Musica e dischi. Nello stesso anno incide inoltre Kaleido con Gianluca Petrella e Indigo 4, mentre nel 2009 è uscito Progressivamente con l'ensemble di Roberto Gatto, album allegato a L'Espresso n°22. In allegato alla ventottesima rivista quadrimestrale Panta (Bompiani, 2009) è uscito il DVD Zolfo, spettacolo di De Leo costruito su testi di Leonardo Sciascia.
Nel 2010 ha preso parte alla raccolta tributo a Fabrizio De André Canti randagi 2 insieme a Bevano Est e partecipa all'album di Stefano Ianne Piano Car, in cui De Leo duetta con Trilok Gurtu al brano Too Bright. L'anno successivo De Leo è stato invitato da Stewart Copeland per il suo tour Strange Things Happen 2011.
Il 7 ottobre 2014 esce il secondo album, Il grande Abarasse, promosso da un tour partito a Salerno il 15 novembre che ha visto De Leo affiancato dalla Grande Abarasse Orchestra (Dimitri Sillato, Valeria Sturba, Paolo Baldani, Beppe Scardino, Piero Bittolo Bon, Fabrizio Tarroni, Silvia Valtieri, Franco Naddei).
Nel 2017 ha collaborato con il rapper Caparezza ai brani Prosopagnosia e Minimoog, entrambi contenuti nell'album Prisoner 709, e nello stesso anno ha realizzato l'album Sento doppio insieme al pianista Fabrizio Puglisi, pubblicato dalla Carosello Records il 6 ottobre.
Nel 2020 ha collaborato con il gruppo musicale XYQuartet, l'artista visuale Francesco Lopergolo e lo scrittore Vincenzo De Vivo per la produzione dello spettacolo multimediale Strabordante, viaggio musicale nell'Inferno di Dante Alighieri.
Il 21 febbraio 2025 pubblica l'album Tomato Peloso con i Jazzabilly Lovers, progetto che unisce rock’n’roll, jazz e influenze psichedeliche.

## Collaborazioni
Collaboratore e promotore di innumerevoli progetti artistici non strettamente a carattere musicale dagli anni novanta ad oggi ha collaborato con: Rita Marcotulli, Teresa De Sio e Metissage, Ambrogio Sparagna, Paolo Damiani, Stefano Benni, Banco del Mutuo Soccorso, Carlo Lucarelli, Stefano Bollani, Paolo Fresu, Danilo Rea, Furio Di Castri, Roberto Gatto, Franco Battiato, Enrico Rava, Carmen Consoli, Médéric Collignon, Ivano Fossati, Antonello Salis, Alterego e Louis Andriessen, Nguyen Le, Gianluca Petrella, Gianluigi Trovesi, Alessandro Bergonzoni, Maurizio Giammarco, Fabrizio Bosso, Trilok Gurtu, Stewart Copeland, Uri Caine e Caparezza.
Per il Teatro ha presentato alcuni spettacoli multimediali tra musica, recitazione e video-installazione in rassegne internazionali: "Intersezioni Virali" con Gian Ruggero Manzoni, "Monsters" con Danilo Rea (Festival Internazionale di Roccella Jonica 2004), "Village Vanguard Lives" con Paolo Fresu (ventennale del P. Fresu Quintet - Teatro Filarmonico di Verona), "Reietto" e "Scrittori italiani" (Romaeuropa Festival 2007) con Stefano Benni, "Centurie" con Lietta Manganelli (Festival della Letteratura di Mantova '07), "Zolfo" (La Milanesiana Festival 2009) in collaborazione con Elisabetta Sgarbi e Matteo Collura.

## Discografia

### Da solista
- 2007 – Vago svanendo
- 2014 – Il grande Abarasse
- 2017 – Sento doppio (con Fabrizio Puglisi)

### Con i Quintorigo
- 1999 – Dietro le quinte
- 1999 – Rospo
- 2001 – Grigio
- 2003 – In cattività

### Con i Jazzabilly Lovers
- 2025 – Tomato Peloso

### Con i Metissage
- 1997 – SOS razzismo ("Il Manifesto")

### Collaborazioni
- 2007 – Gianluca Petrella Indigo 4 feat. John De Leo - Kaleido (EMI)
- 2013 – Gianluca Petrella Il Bidone feat. John De Leo - Omaggio a Nino Rota (Spacebone)
- 2010 – Stefano Ianne “Too Bright” feat. John De Leo & Trilok Gurtu (RAI com)
- 2009 – Roberto Gatto feat. John De Leo - Progressivamente (L'Espresso)
- 2017 – Caparezza feat. John De Leo - Prosopagnosia
- 2017 – Caparezza feat. John De Leo - Minimoog